# 닥터 웰비
《닥터 웰비》(영어: Marcus Welby, M.D.)는 ABC에서 1969년 11월 23일부터 1976년 5월 4일까지 방영한 미국의 의학 드라마이다. 환자들에게 상냥하게 대하며, 가정 방문으로 진료를 보는 가정의 마커스 웰비를 중심으로 이야기가 전개된다.
1971년과 72년에 TBC에서 《마커스 웰비》라는 제명으로 방영한 적이 있다.

## 출연진
- 로버트 영 - 의사 마커스 웰비 역
- 제임스 브롤린 - 의사 스티븐 카일리, 젊은 동료 역
- 일레이나 버두고 - 콘수엘로 로페즈, 사명감이 투철하고 헌신하는 간호사 겸 사무실 관리인 역